# Military Media Center
Military Media Center (Мілітарі Медіа Центр) — медійний майданчик, де акумулюються усі комунікаційні спроможності сил оборони та безпеки України. Розпочав роботу 18 серпня 2022 року.
Центр забезпечує просування єдиної інформаційної політики щодо відсічі збройної агресії російської федерації проти України. І на це спрямована спільна інформаційна робота усіх комунікаційних підрозділів силових відомств України.

## Взаємодія
У складі Центру взаємодіють представники комунікаційних підрозділів Міністерства оборони, Збройних Сил України, Головне управління розвідки, Служби безпеки України, Міністерства внутрішніх справ, Національної гвардії, Національної поліції, Державної прикордонної служби, Державної служби України з надзвичайних ситуацій, Управління державної охорони та Державної служби спеціального зв'язку та захисту інформації України, а також Укроборонпрому.

## Спікери
- Заступниця Міністра оборони України Ганна Маляр;
- Заступник начальника Головного оперативного управління Генерального штабу Збройних Сил України бригадний генерал Олексій Громов;
- т.в.о. директора Департаменту планування застосування Головного управління Національної гвардії України полковник Микола Уршалович;
- Директор Департаменту охорони державного кордону Адміністрації Державної прикордонної служби України генерал-майор Леонід Баран;
- Перший заступник начальника Головного слідчого управління Національної поліції України полковник поліції Сергій Пантелеєв;
- Речник Служби безпеки України Артем Дехтяренко;

- Речниця МВС України Альона Матвєєва;
- Директор Департаменту охорони здоров'я та реабілітації МВС України Анатолій Смик;
- Міністр внутрішніх справ України генерал поліції першого рангу Ігор Клименко;
- Речник Командування Повітряних Сил ЗСУ полковник Юрій Ігнат;
- Керівник об'єднаного координаційного прес-центру Сил оборони півдня України Наталя Гуменюк;
- Спікер проєкту «Хочу жить» Координаційного штабу з питань поводження з військовополоненими Віталій Матвієнко;
- Спікер МОУ полковник Олександр Мотузяник;
- Начальник Департаменту організаційно-аналітичного забезпечення та оперативного реагування Національної поліції України генерал поліції третього рангу Олексій Сергєєв;
- Заступниця Міністра внутрішніх справ України Катерина Павліченко.